# Національна дорога 52 (Польща)
Національна дорога 52 (пол. Droga krajowa nr 52, DK52) — національна дорога класу GP та S протяжністю приблизно 74 км, розташована в Сілезькому та Малопольському воєводствах. Цей маршрут складається з двох незв'язаних між собою фрагментів. Перший сполучає Цешин через Бельсько-Бялу з Глогочувом. Другий – північно-західний обхід Кракова.
У майбутньому на ділянці Бельсько-Бяла – Ґлогочув дорога матиме дві проїжджі частини з двома смугами руху в кожному напрямку та проходитиме в основному новою колією, водночас створюючи об’їзди більших міст уздовж маршруту. 4 серпня 2016 року ділянка швидкісної дороги Цешин — Бельсько-Бяла, раніше позначена як швидкісна дорога S1, стала частиною національної дороги № 52 (швидкісна дорога S52).

## Допустиме навантаження на вісь
З 13 березня 2021 року дозволено рух транспортних засобів з навантаженням на одну ведучу вісь до 11,5 тонн на всій протяжності дороги, крім окремих місць, позначених знаком заборони В-19.

## Важливі міста вздовж маршруту DK52
- Цешин (DW938)
- Скочув (DK81)
- Бельсько-Бяла (S1) (DK1)
- Коберниці (DW948)
- Кенти (DW948)
- Андрихув (DW781)
- Вадовиці (DK28)
- Кальварія-Зебжидовська (DW953)
- Бертовиці (DW956)
- Ґлоґочув (DK7)
- Моґіляни (DK7)
- Краків (A4, DK7)

## Дивись також
- Швидкісна дорога S52